# Campionati europei di ciclismo su pista 2020 - Velocità maschile
La velocità maschile ai Campionati europei di ciclismo su pista 2020 si è svolta il 12 e 13 novembre 2020 presso il velodromo Kolodruma di Plovdiv, in Bulgaria.

## Podio
| Pos.    | Atleta           | Nazionalità |
| ------- | ---------------- | ----------- |
| Oro     | Maximilian Levy  | Germania    |
| Argento | Denis Dmitriev   | Russia      |
| Bronzo  | Vasilijus Lendel | Lituania    |

## Risultati

### Qualifiche
I migliori 12 tempi si qualificano direttamente agli ottavi di finale, i restanti atleti accedono ai sedicesimi di finale.
| Posizione | Atleta               | Nazione     | Tempo  | Gap    | Note |
| --------- | -------------------- | ----------- | ------ | ------ | ---- |
| 1         | Denis Dmitriev       | Russia      | 9.642  |        | Q    |
| 2         | Maximilian Levy      | Germania    | 9.672  | +0.030 | Q    |
| 3         | Vasilijus Lendel     | Lituania    | 9.822  | +0.179 | Q    |
| 4         | Sotirios Bretas      | Grecia      | 9.830  | +0.188 | Q    |
| 5         | Juan Peralta Gascon  | Spagna      | 9.869  | +0.226 | Q    |
| 6         | Martin Cechman       | Rep. Ceca   | 9.873  | +0.231 | Q    |
| 7         | Jakub Stastny        | Rep. Ceca   | 9.886  | +0.243 | Q    |
| 8         | Konstantinos Livanos | Grecia      | 9.918  | +0.276 | Q    |
| 9         | Norbert Szabo        | Romania     | 9.936  | +0.294 | Q    |
| 10        | Pavel Yakushevskiy   | Russia      | 9.978  | +0.335 | Q    |
| 11        | Svajunas Jonauskas   | Lituania    | 10.000 | +0.358 | Q    |
| 12        | Patrik Romeo Lovassy | Ungheria    | 10.088 | +0.446 | Q    |
| 13        | Artsiom Zaitsau      | Bielorussia | 10.153 | +0.511 | q    |
| 14        | Ekain Jimenez        | Spagna      | 10.177 | +0.535 | q    |
| 15        | Dmytro Stovbetskyi   | Ucraina     | 10.290 | +0.648 | q    |
| 16        | Vladyslav Denysenko  | Ucraina     | 10.392 | +0.750 | q    |
| 17        | Miroslav Minchev     | Bulgaria    | 10.404 | +0.762 | q    |
| 18        | Balint Csengoi       | Ungheria    | 10.680 | +1.038 | q    |
| 19        | Georgi Lumparov      | Bulgaria    | 11.149 | +1.507 | q    |
| 20        | Tilen Finkšt         | Slovenia    | 11.267 | +1.625 | q    |

### Sedicesimi di finale
I vincitori di ogni batteria si qualificano agli ottavi di finale
| Batteria | Posizione | Atleta              | Nazione     | Gap    | Note |
| -------- | --------- | ------------------- | ----------- | ------ | ---- |
| 1        | 1         | Artsiom Zaitsau     | Bielorussia |        | Q    |
| 1        | 2         | Tilen Finkšt        | Slovenia    |        |      |
| 2        | 1         | Ekain Jimenez       | Spagna      | 11.175 | Q    |
| 2        | 2         | Georgi Lumparov     | Bulgaria    |        |      |
| 3        | 1         | Dmytro Stovbetskyi  | Ucraina     | 10.579 | Q    |
| 3        | 2         | Balint Csengoi      | Ungheria    |        |      |
| 4        | 1         | Miroslav Minchev    | Bulgaria    | 10.637 | Q    |
| 4        | 2         | Vladyslav Denysenko | Ucraina     |        |      |

### Ottavi di finale
I vincitori di ogni batteria si qualificano ai quarti di finale
| Batteria | Posizione | Atleta               | Nazione     | Gap    | Note |
| -------- | --------- | -------------------- | ----------- | ------ | ---- |
| 1        | 1         | Denis Dmitriev       | Russia      | 10.442 | Q    |
| 1        | 2         | Miroslav Minchev     | Bulgaria    |        |      |
| 2        | 1         | Maximilian Levy      | Germania    | 10.195 | Q    |
| 2        | 2         | Dmytro Stovbetskyi   | Ucraina     |        |      |
| 3        | 1         | Vasilijus Lendel     | Lituania    | 11.614 | Q    |
| 3        | 2         | Ekain Jimenez        | Spagna      |        |      |
| 4        | 1         | Sotirios Bretas      | Grecia      | 10.477 | Q    |
| 4        | 2         | Artsiom Zaitsau      | Bielorussia |        |      |
| 5        | 1         | Juan Peralta Gascon  | Spagna      | 10.504 | Q    |
| 5        | 2         | Patrik Romeo Lovassy | Ungheria    |        |      |
| 6        | 1         | Martin Cechman       | Rep. Ceca   | 10.501 | Q    |
| 6        | 2         | Svajunas Jonauskas   | Lituania    |        |      |
| 7        | 1         | Jakub Stastny        | Rep. Ceca   | 10.339 | Q    |
| 7        | 2         | Pavel Yakushevskiy   | Russia      |        |      |
| 8        | 1         | Norbert Szabo        | Romania     | 10.333 | Q    |
| 8        | 2         | Konstantinos Livanos | Grecia      |        |      |

### Quarti di finale
I vincitori di ogni batteria si qualificano alle semifinali
| Batteria | Posizione | Atleta              | Nazione   | Gara 1 | Gara 2 | Gara 3 | Note |
| -------- | --------- | ------------------- | --------- | ------ | ------ | ------ | ---- |
| 1        | 1         | Denis Dmitriev      | Russia    | 10.403 | 10.157 |        | Q    |
| 1        | 2         | Norbert Szabo       | Romania   |        |        |        |      |
| 2        | 1         | Maximilian Levy     | Germania  | 10.197 | 9.974  |        | Q    |
| 2        | 2         | Jakub Stastny       | Rep. Ceca |        |        |        |      |
| 3        | 1         | Vasilijus Lendel    | Lituania  | 10.415 | 10.309 |        | Q    |
| 3        | 2         | Martin Cechman      | Rep. Ceca |        |        |        |      |
| 4        | 1         | Sotirios Bretas     | Grecia    | 10.177 | 10.233 |        | Q    |
| 4        | 2         | Juan Peralta Gascon | Spagna    |        |        |        |      |

### Semifinali
I vincitori di ogni batteria si qualificano alla finale per l'oro, i perdenti si qualificano alla finale per il bronzo
| Batteria | Posizione | Atleta           | Nazione  | Gara 1 | Gara 2 | Gara 3 | Note |
| -------- | --------- | ---------------- | -------- | ------ | ------ | ------ | ---- |
| 1        | 1         | Denis Dmitriev   | Russia   | 10.090 | 10.372 |        | Q    |
| 1        | 2         | Sotirios Bretas  | Grecia   |        |        |        |      |
| 2        | 1         | Maximilian Levy  | Germania | 10.136 | 9.963  |        | Q    |
| 2        | 2         | Vasilijus Lendel | Lituania |        |        |        |      |

### Finali
| Posizione            | Atleta           | Nazione  | Gara 1 | Gara 2 | Gara 3 |
| -------------------- | ---------------- | -------- | ------ | ------ | ------ |
| Finale per l'oro     |                  |          |        |        |        |
| 1                    | Maximilian Levy  | Germania | 10.055 | 9.969  |        |
| 2                    | Denis Dmitriev   | Russia   |        |        |        |
| Finale per il bronzo |                  |          |        |        |        |
| 3                    | Vasilijus Lendel | Lituania | 10.083 |        | 10.048 |
| 4                    | Sotirios Bretas  | Grecia   |        | 10.142 |        |